# Indfødsretten (linjeskib)
Indfødsretten var et linjeskib med 64 kanoner, der tjente i den dansk-norske flåde. Skibet hejste kommando i 1787. Skibet var et af fem skibe i en klasse og blev designet og bygget af skibskonstruktøren Henrik Gerner.
Under Slaget på Reden blev skibet den 2. april 1801 benyttet som blokskib, og kæmpede under kommando af kaptajn Albert de Thurah og en styrke på 394 danske sømænd. Indfødsretten led svære tab under kampene; 27 dræbte og 35 sårede, og man strøg orlogsflaget klokken 15. Efter erobringen satte briterne ild til skibet og alle de andre erobrede skibe med undtagelse af linjeskibet Holsteen som man tog med sig og efterfølgende brugte i britisk tjeneste under navnet Nassau. Skibet ligger nu på havbunden 0,3 sømil nordøst for Middelgrundsfortet.